# Hoornaar
Hoornaar (51° 53′ N, 4° 57′ L) é uma cidade dos Países Baixos, na província de Holanda do Sul. Hoornaar pertence ao município de Giessenlanden, e está situada a 5 km, a norte de Gorinchem.
Em 2001, a cidade de Hoornaar tinha 919 habitantes. A área urbana da cidade é de 0.24 km², e tem 353 residências. 
A área de Hoornaar, que também inclui as partes periféricas da cidade, bem como a zona rural circundante, tem uma população estimada em 1580 habitantes.